# Biserica armeano-catolică „Sf. Elisabeta” din Dumbrăveni
Biserica armeano-catolică „Sf. Elisabeta” din Dumbrăveni este un monument istoric aflat pe teritoriul orașului Dumbrăveni.

## Localitatea
Dumbrăveni, mai demult Ibașfalău, oficial Elisabetopol, (în dialectul săsesc Eppeschdorf, în germană Elisabethstadt, în maghiară Ebesfalva, Erzsébetváros) este un oraș în județul Sibiu, Transilvania, România, format din localitățile componente Dumbrăveni (reședința), Ernea și Șaroș pe Târnave. Primul document despre Dumbrăveni datează din anul 1332, când localitatea apare sub numele de Ebes (Sacerdotes de Ebes).

## Biserica
Primii armeni au sosit pe domeniul principelui Mihai Apafi I în anul 1671. Buni gospodari și negustori, aceștia au primit privilegii în anul 1696 din partea principelui Mihai Apafi al II-lea. Prima biserică armeană a fost ridicată în altă parte, într-o zonă inundabilă.
Construcția actualului monument, realizat în stil baroc, din piatră și cărămidă, a început în anul 1766, iar sfințirea a avut loc în 1791. La exterior se află statuile apostolilor Petru și Pavel, lucrări realizate de Simon Hoffmayer, unul din importanții sculptori transilvăneni ai secolului XVIII, în 1780. Biserica-sală, cu interior baroc tâziu, se remarcă prin mobilierul de bună calitate, la realizarea căruia și-a adus contribuția și sculptorul clujean, stabilit la Sibiu, amintit mai sus.
Exteriorul este dominat de cele două turnuri, cel din partea dreaptă acoperit cu un coif baroc, iar cel din stânga cu un acoperiș piramidal. Imaginea asimetrică este rezultatul unei furtuni din 1927, când vântul a smuls coiful turnului de nord-vest, care de atunci nu a mai fost refăcut.

## Imagini din exterior

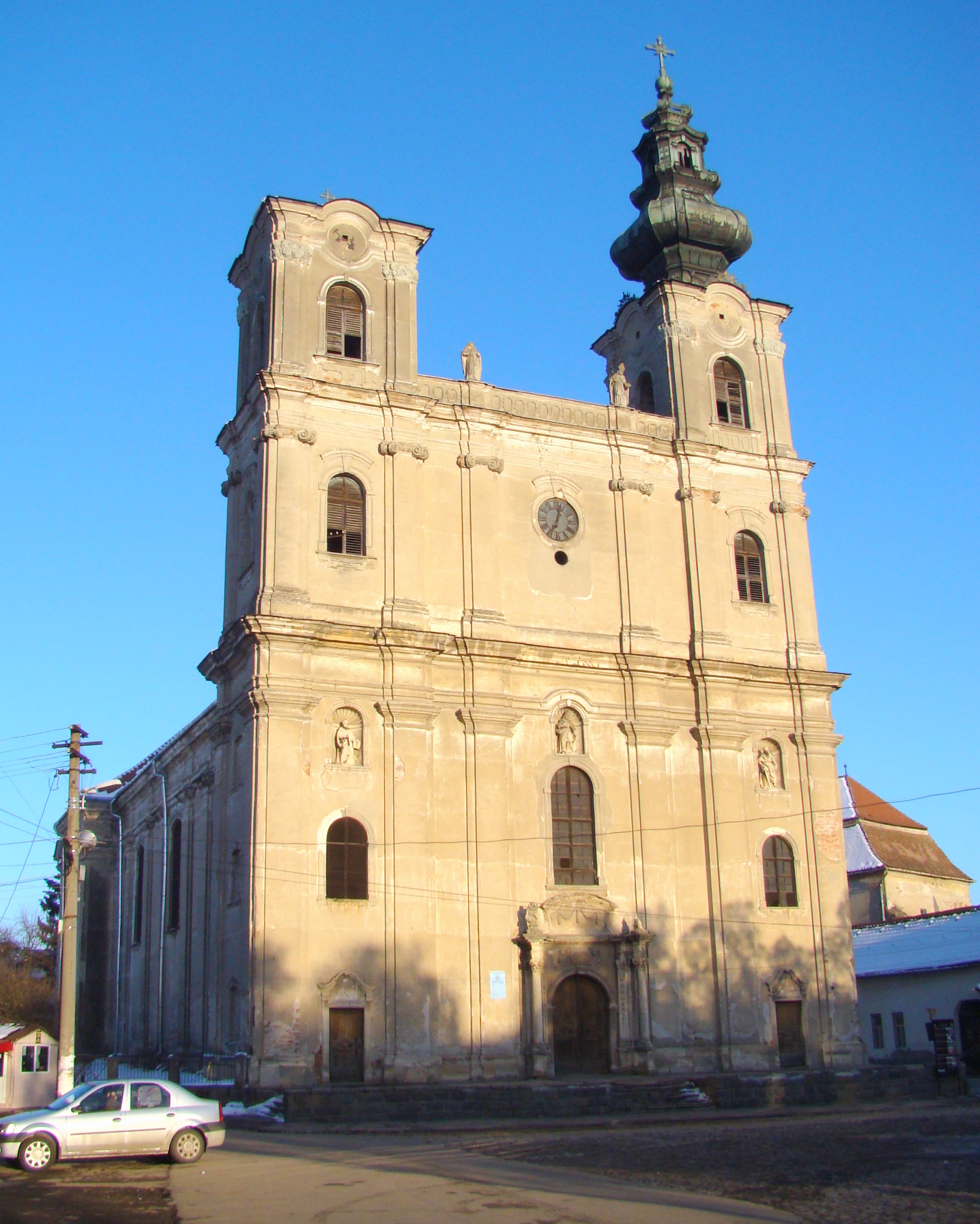
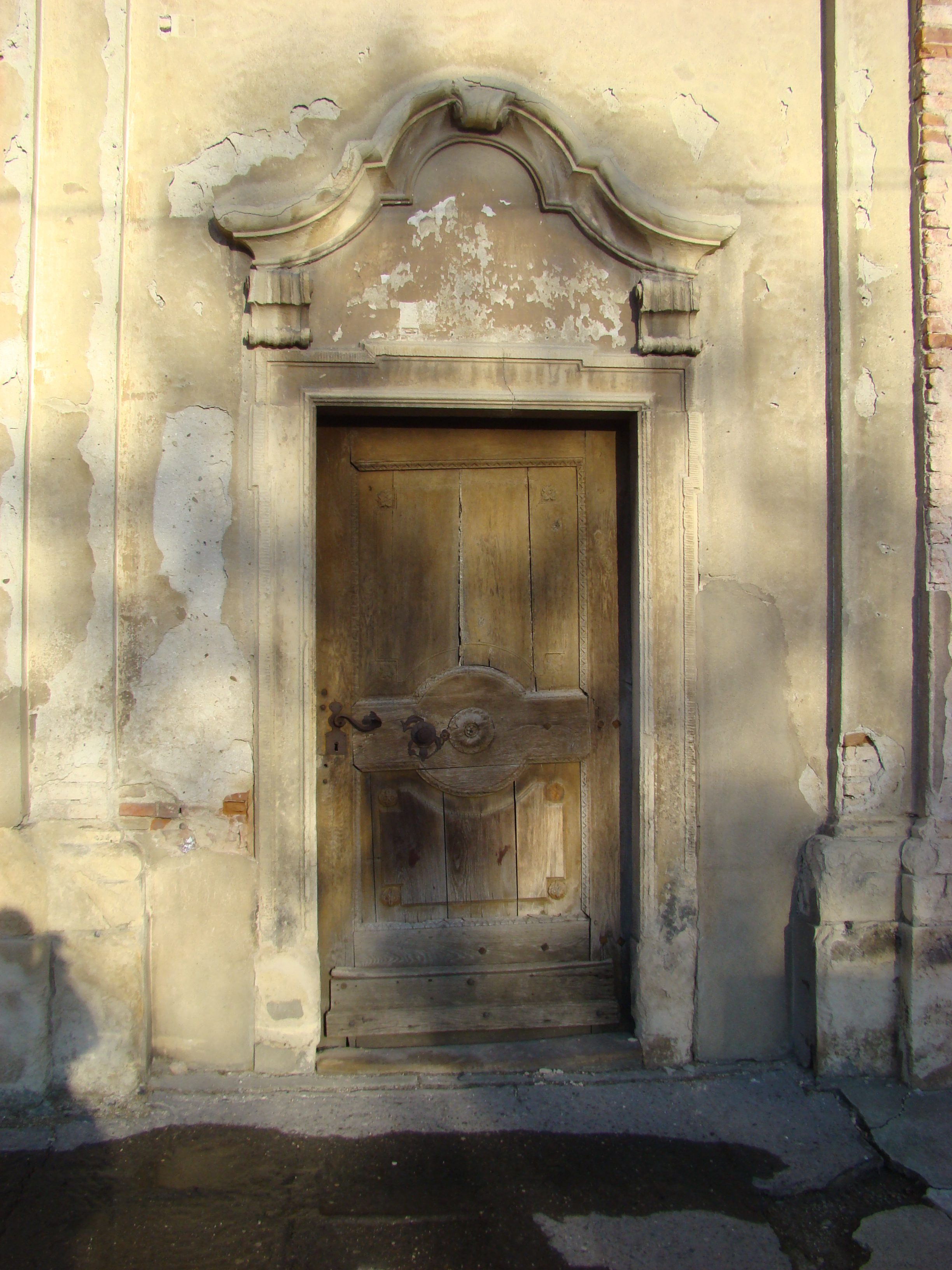
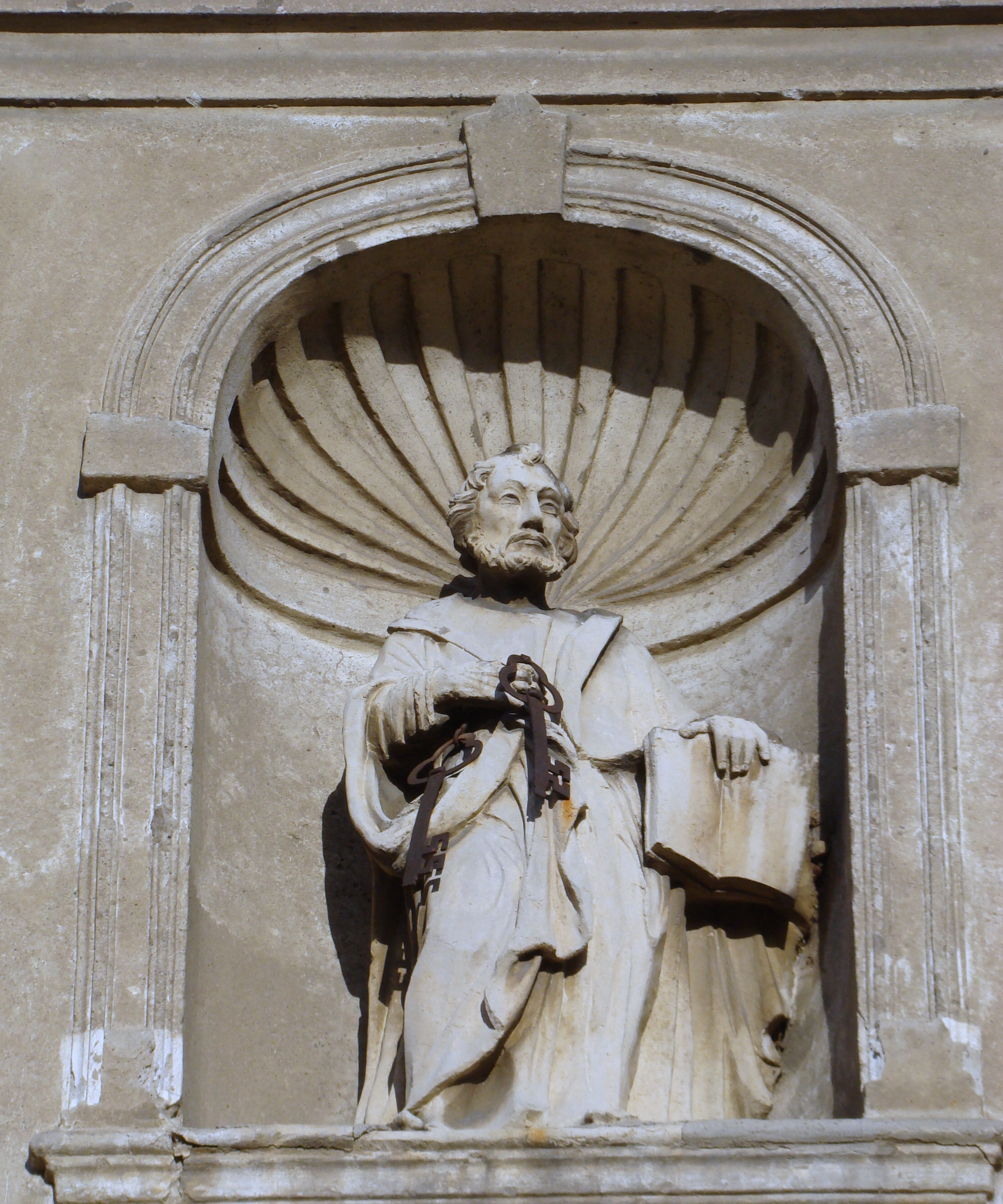
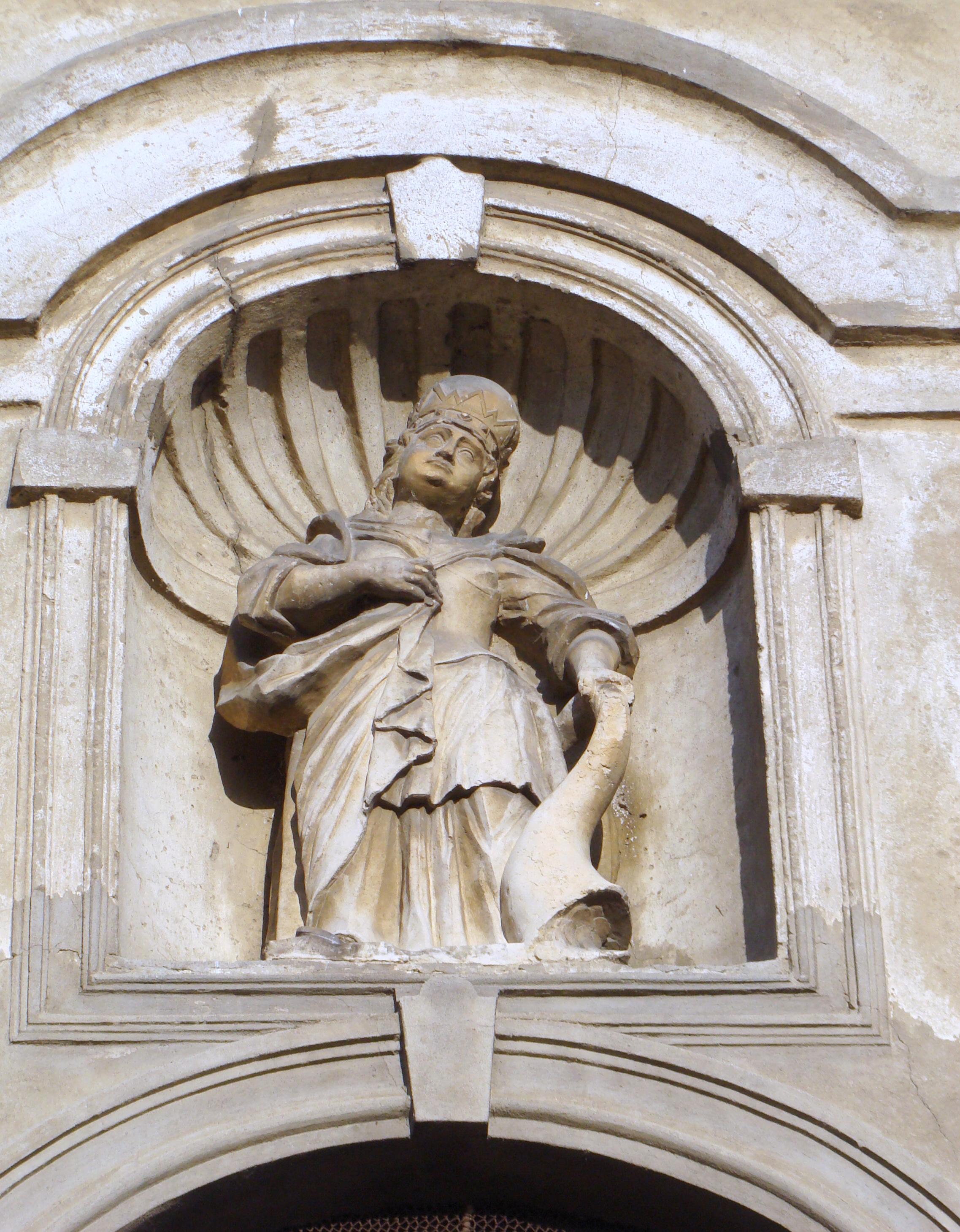
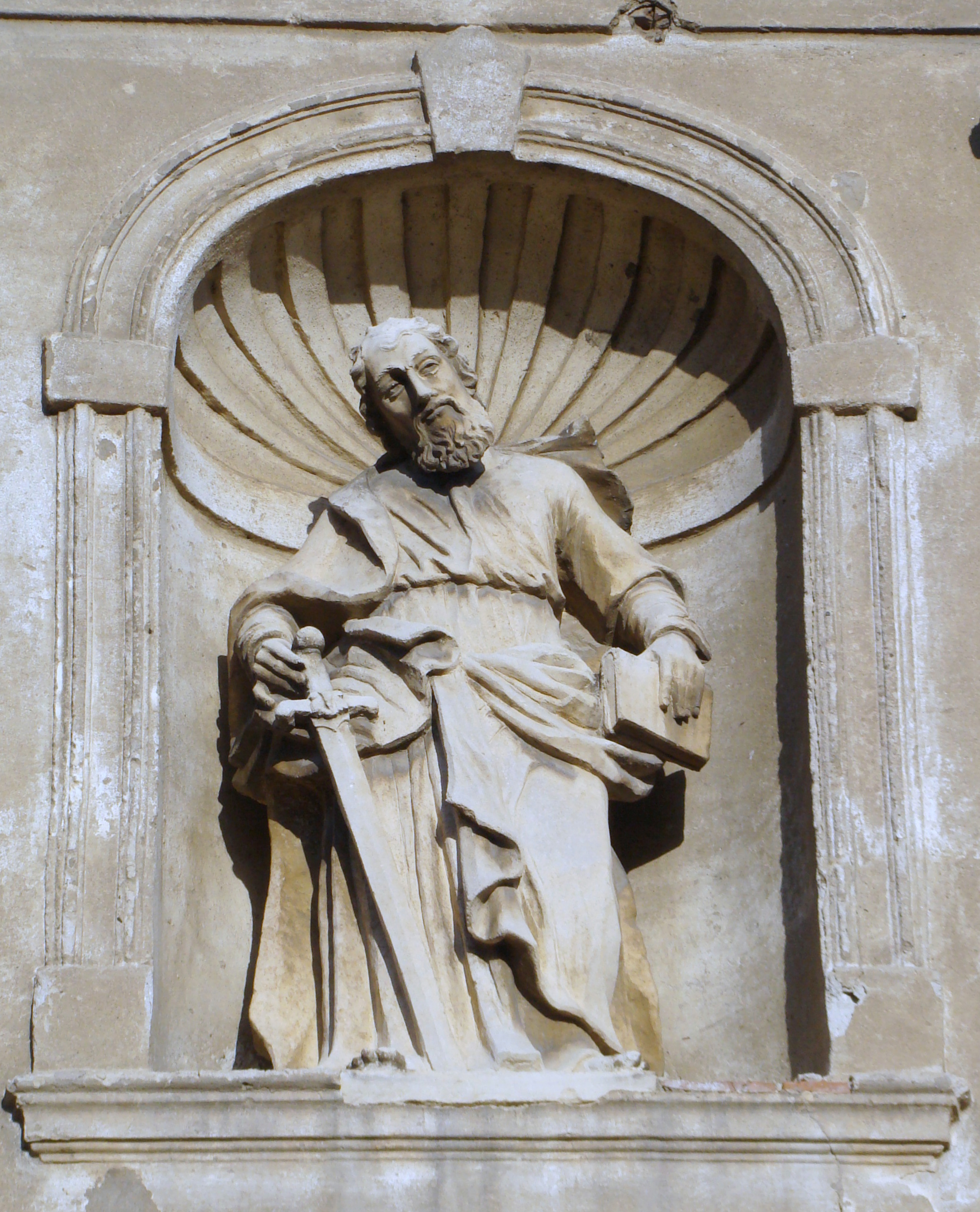
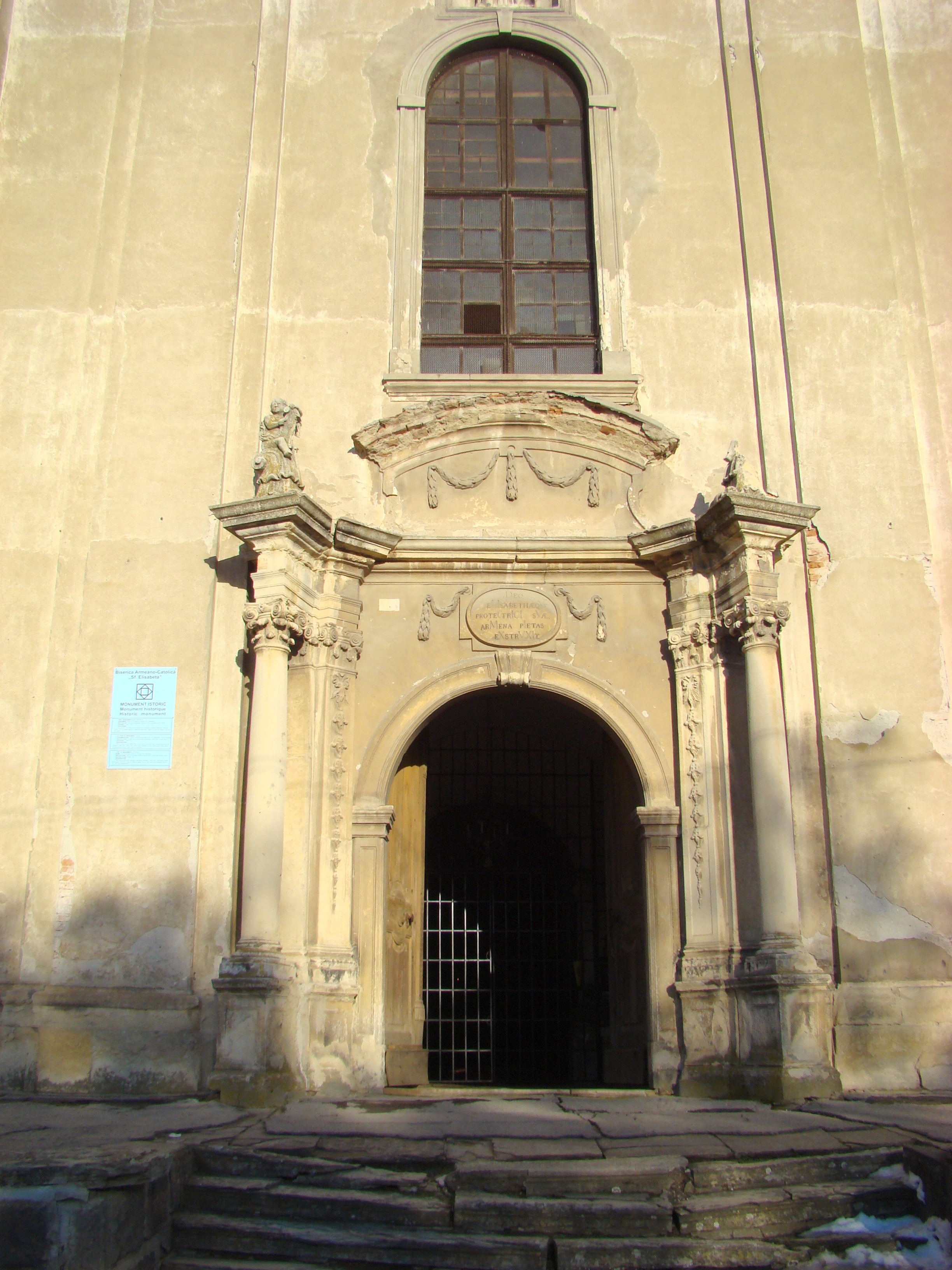
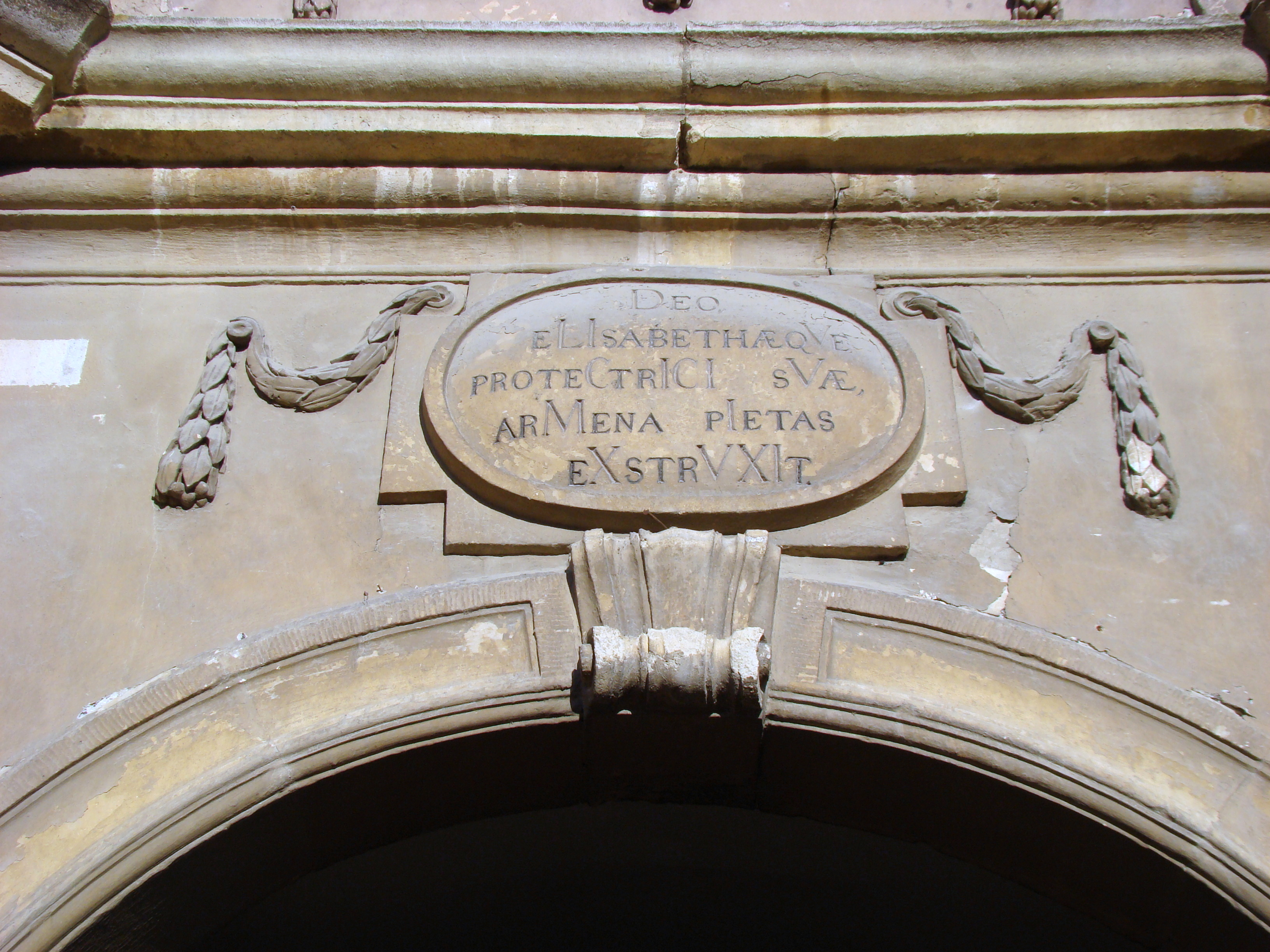
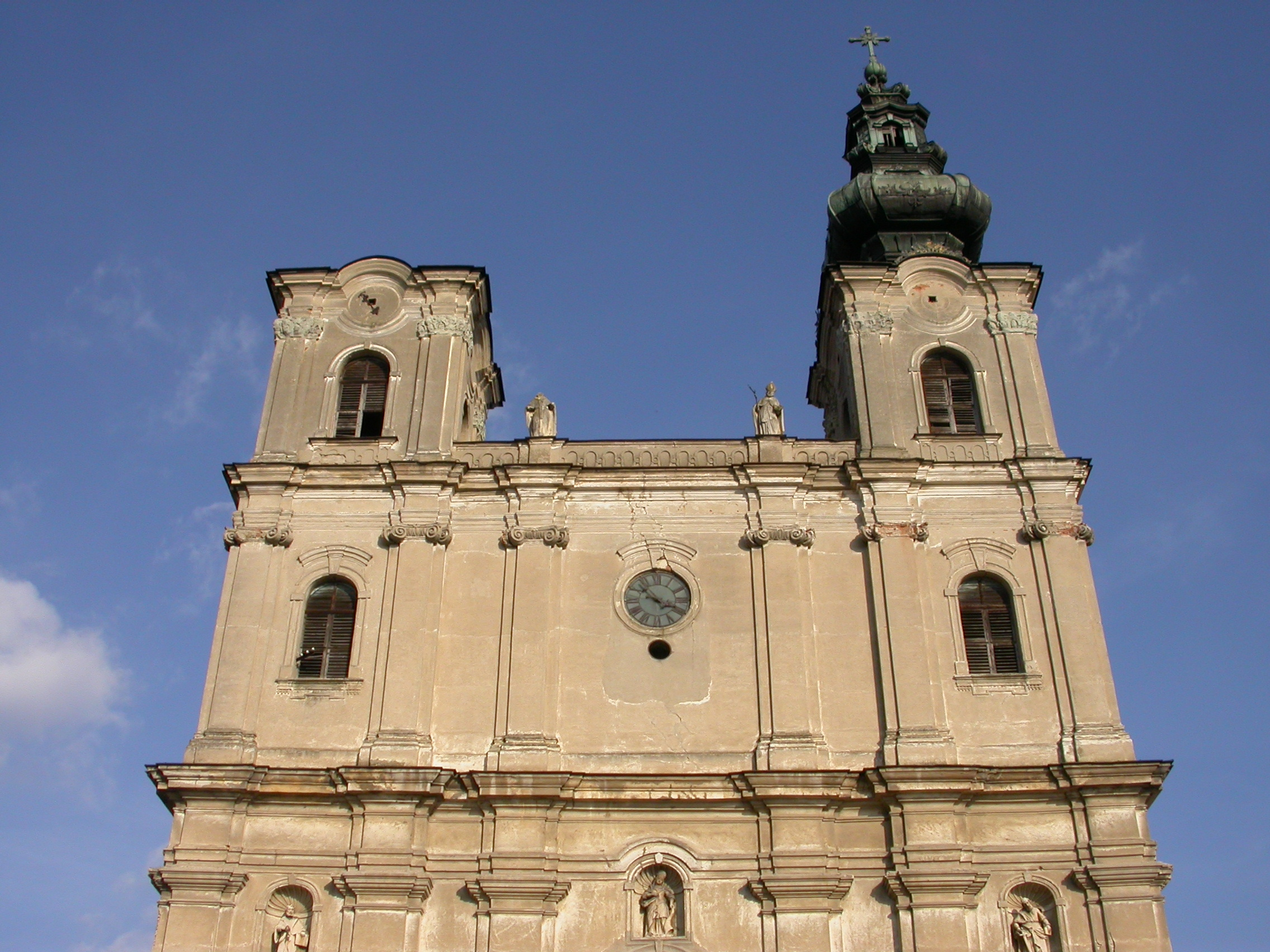
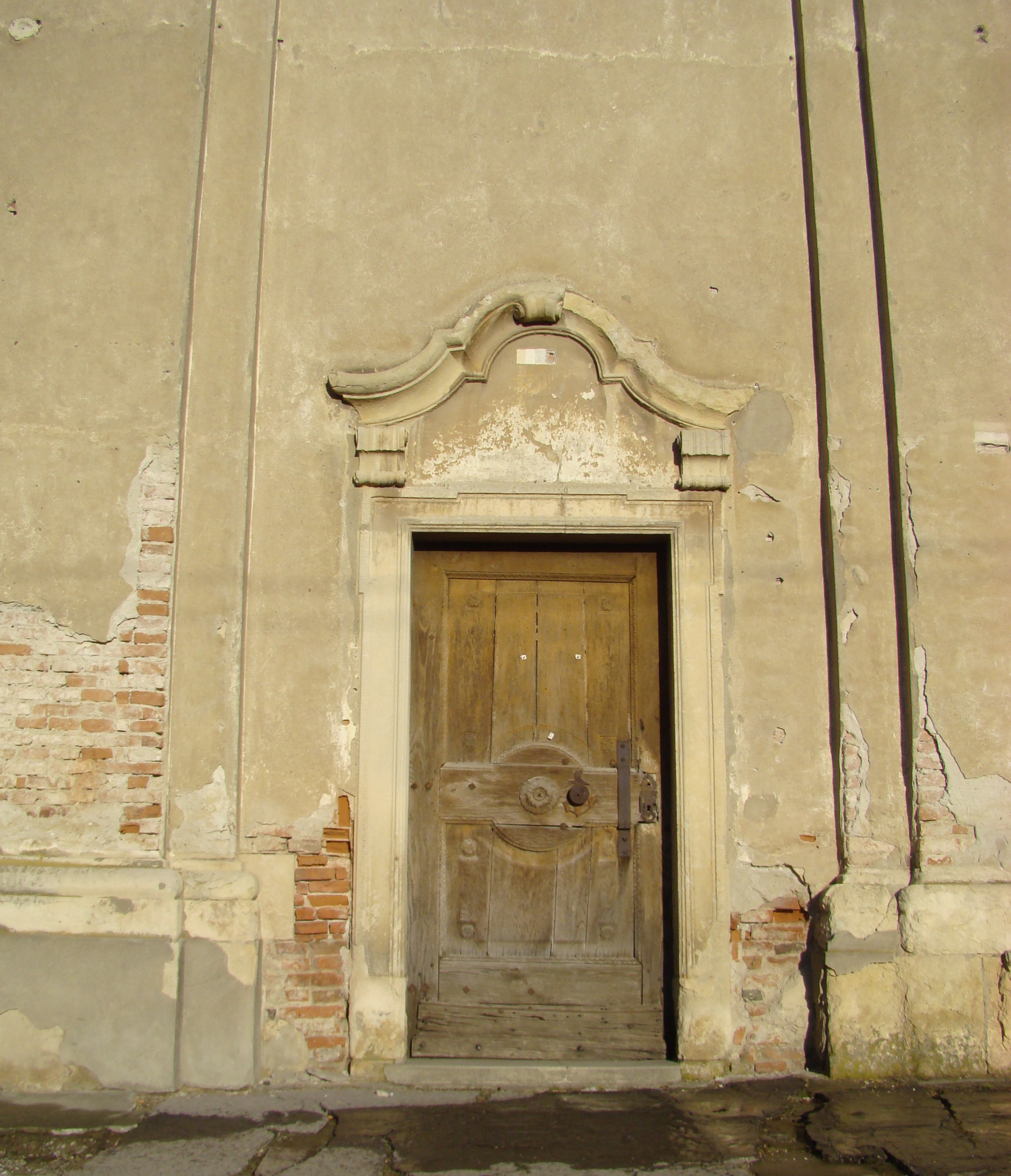
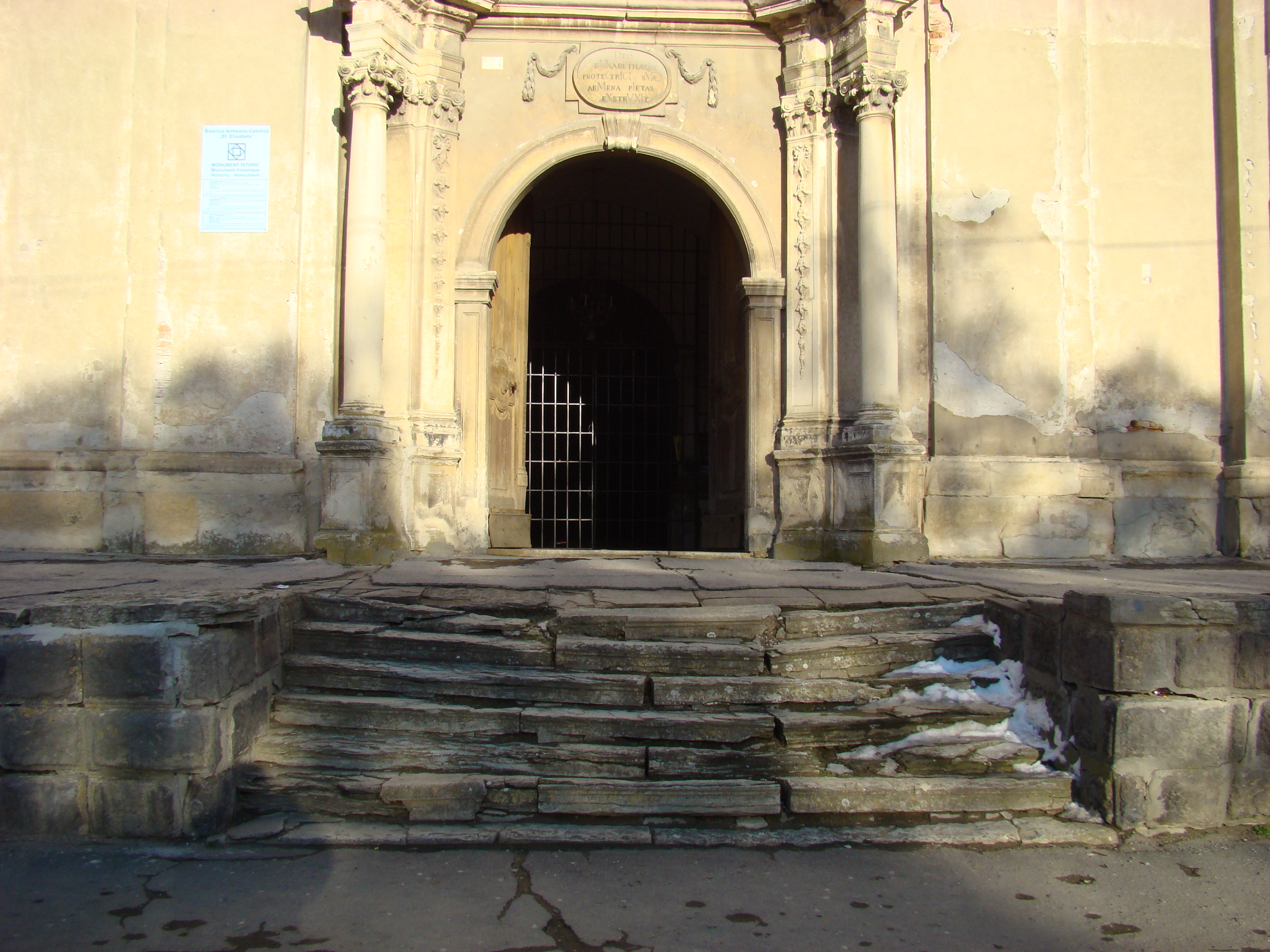
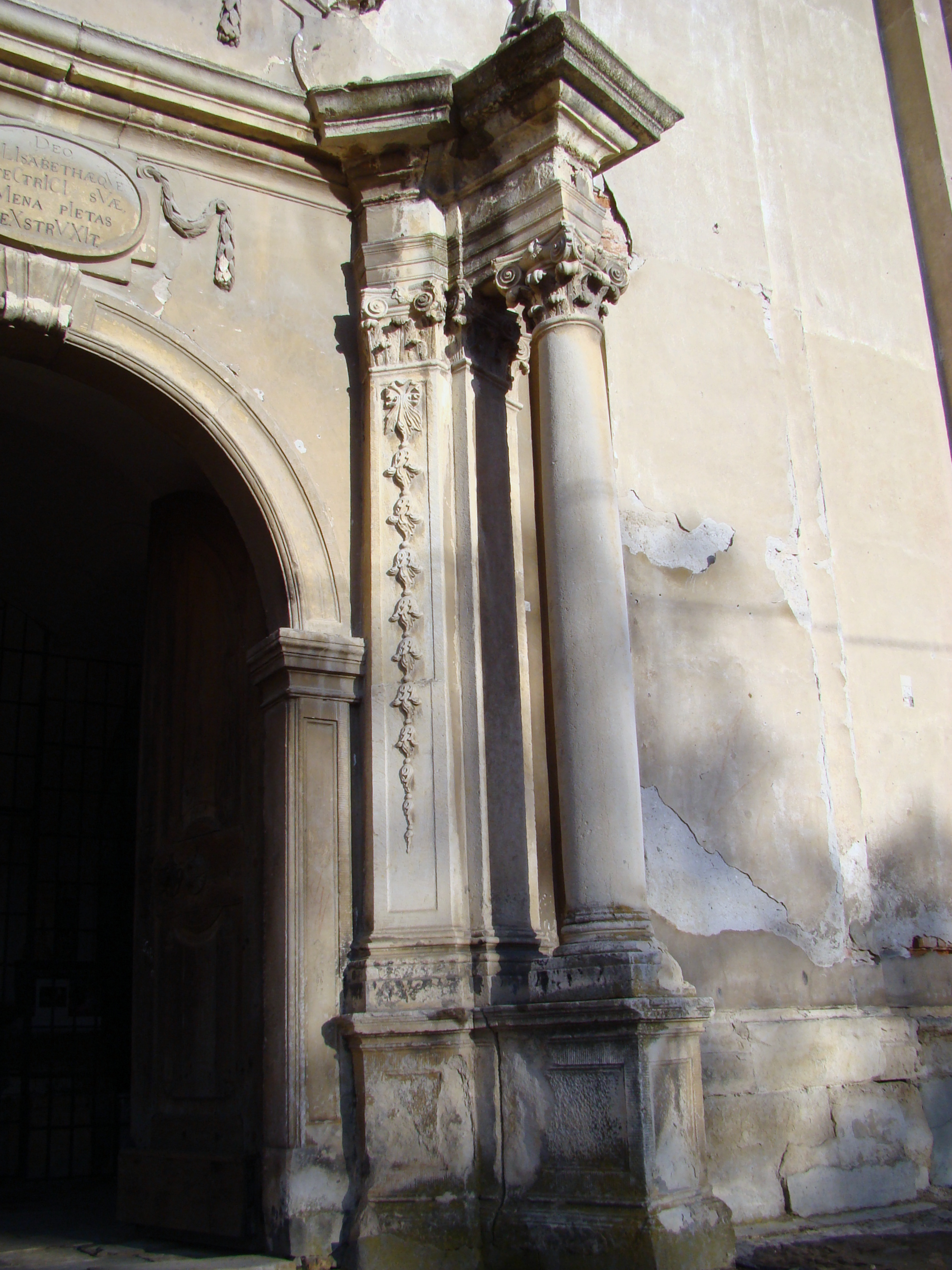
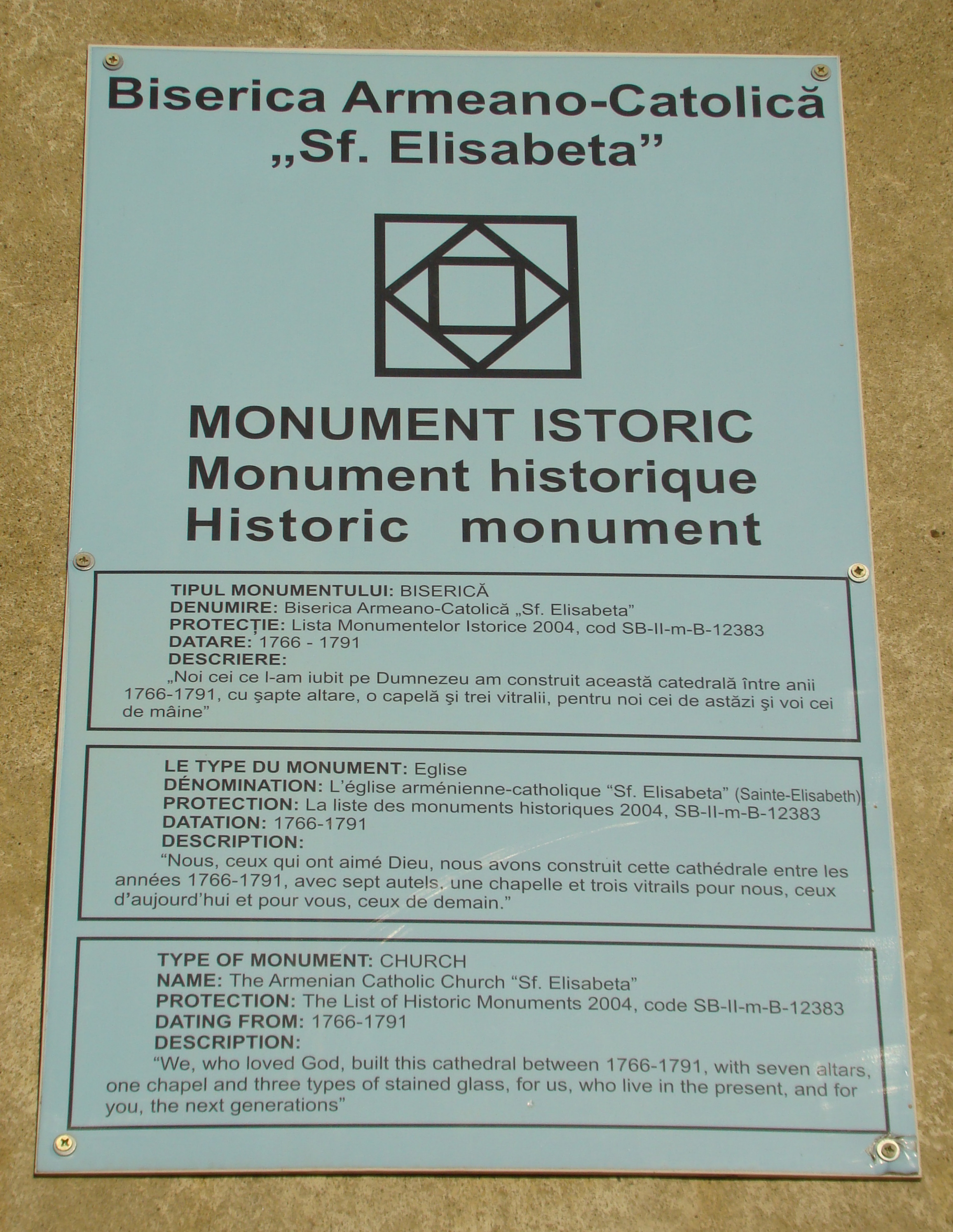
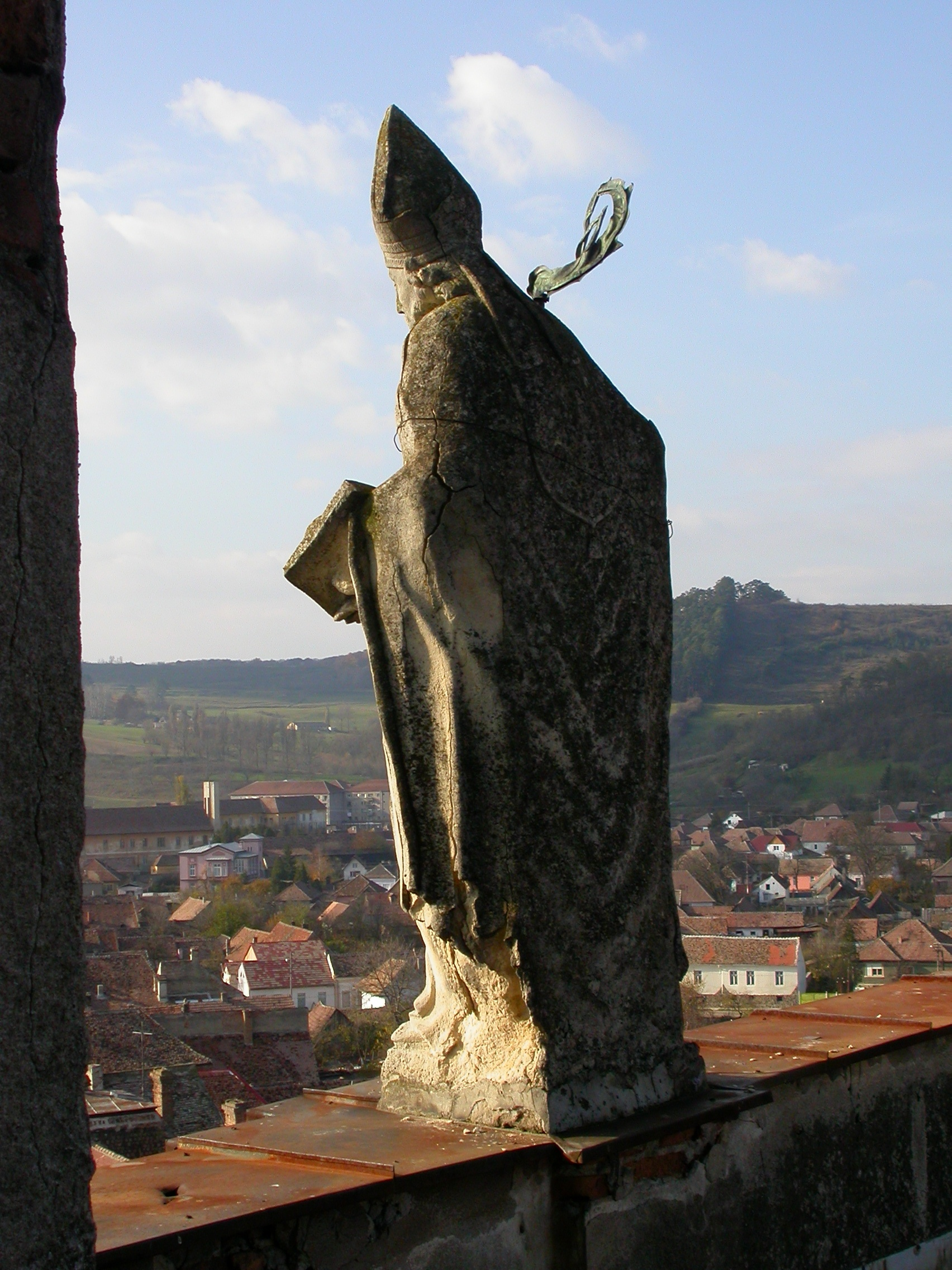
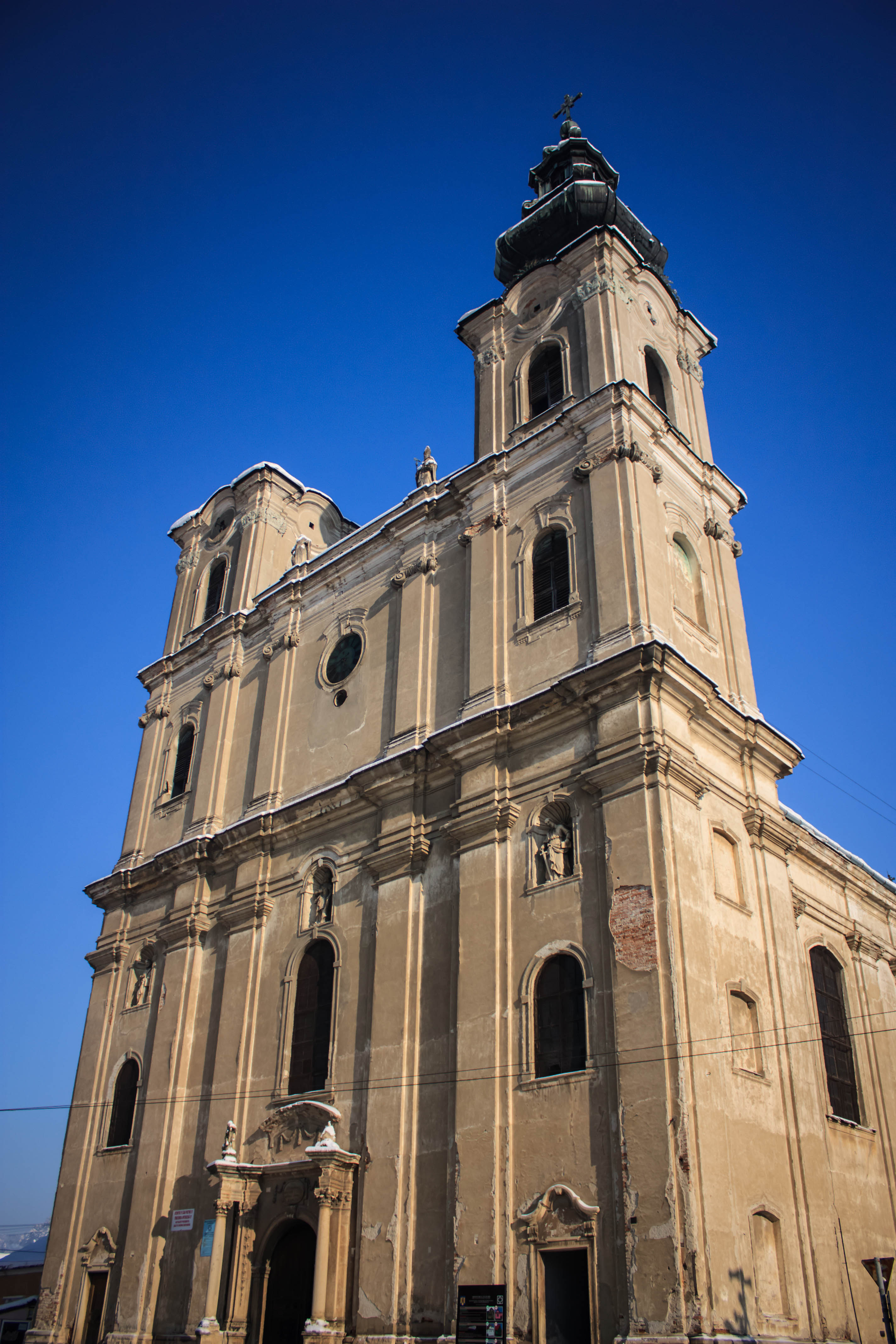
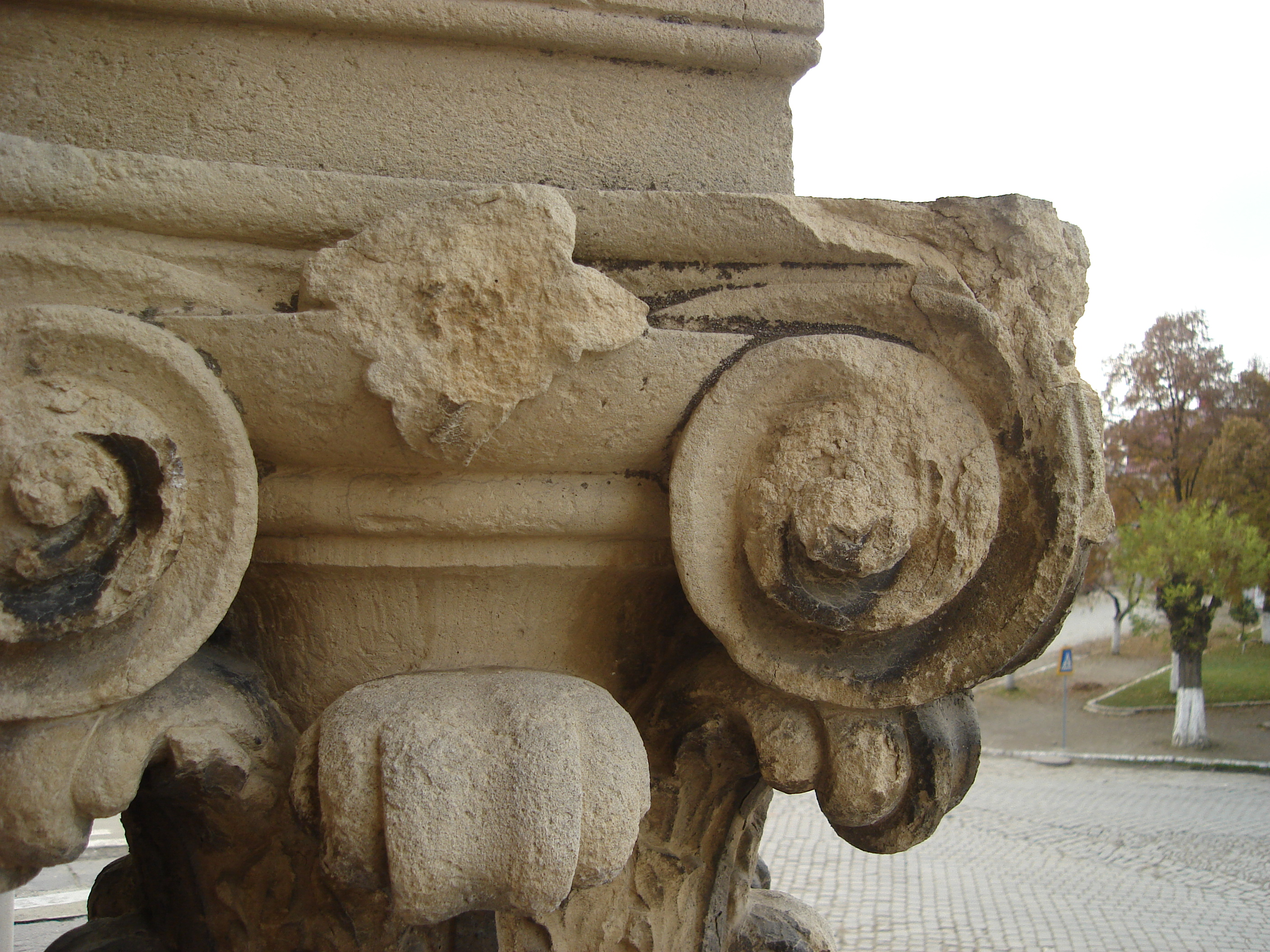
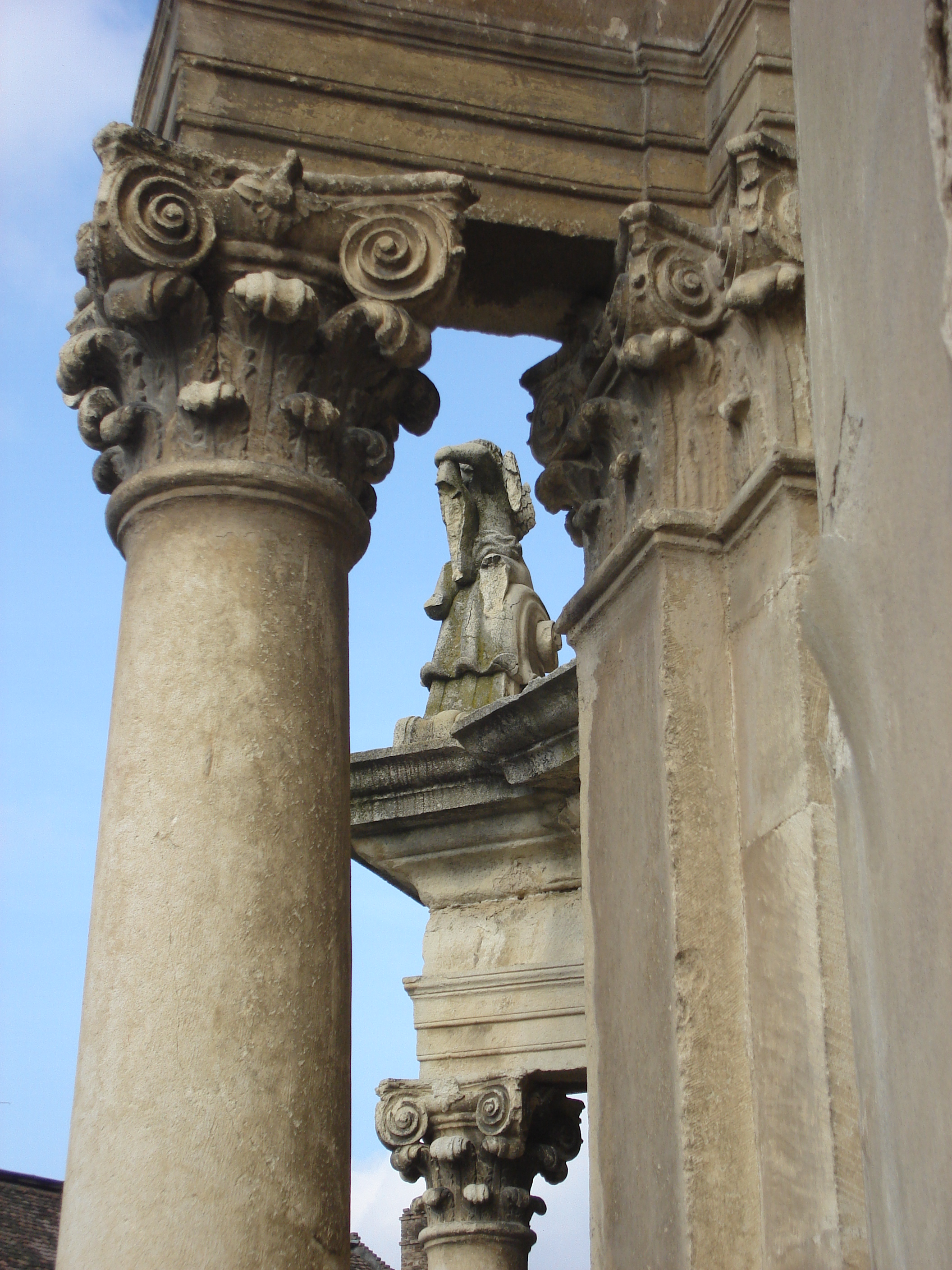
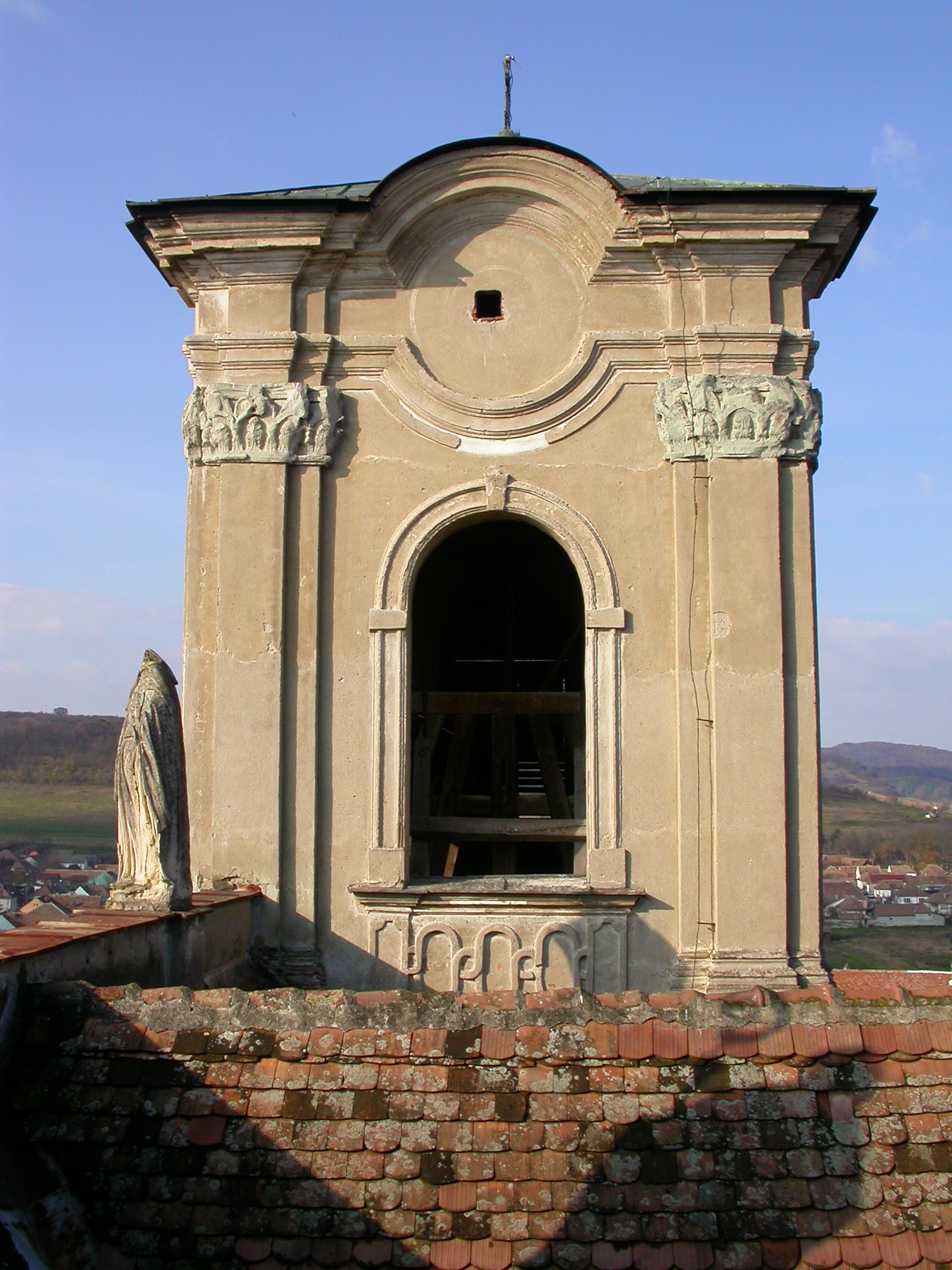
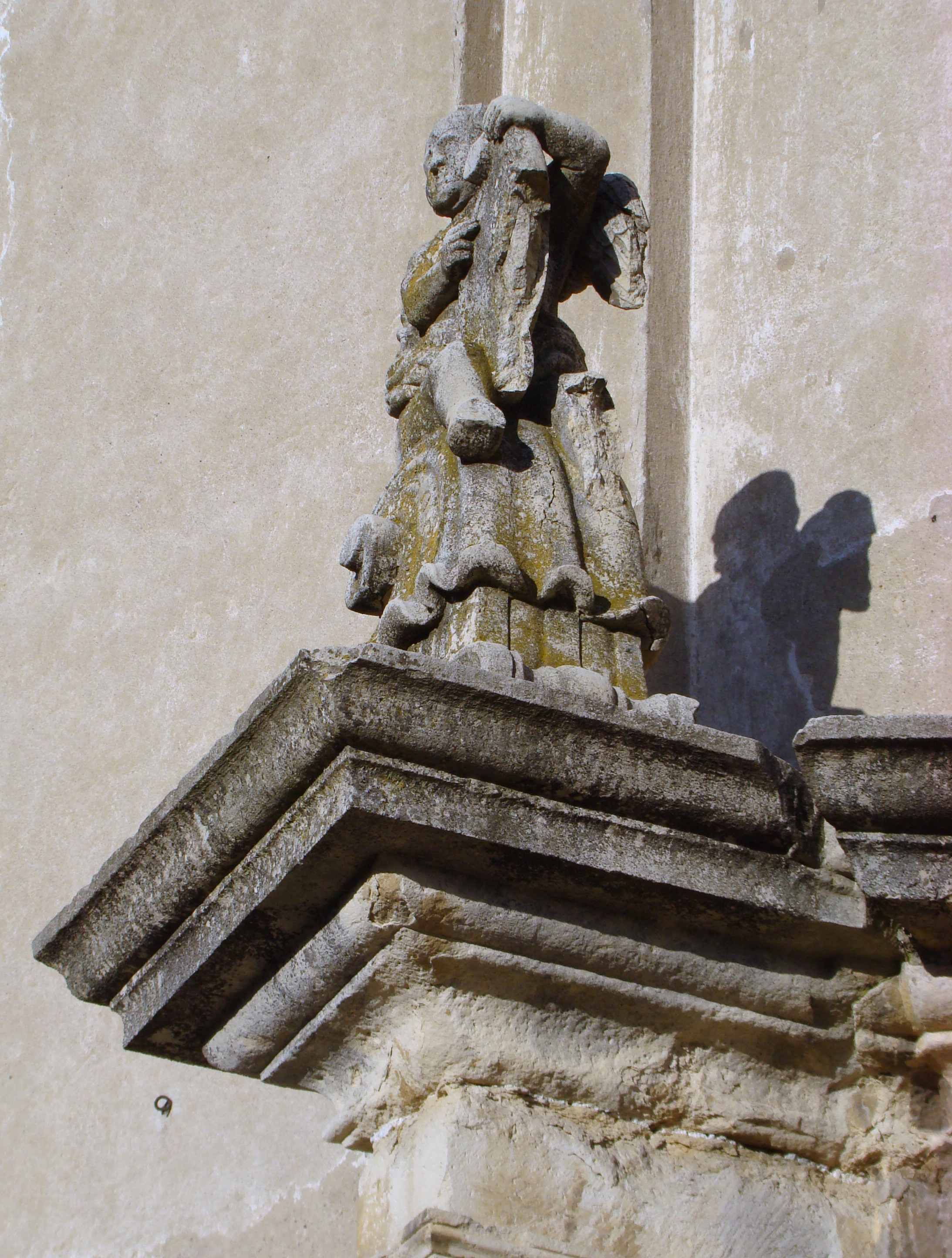
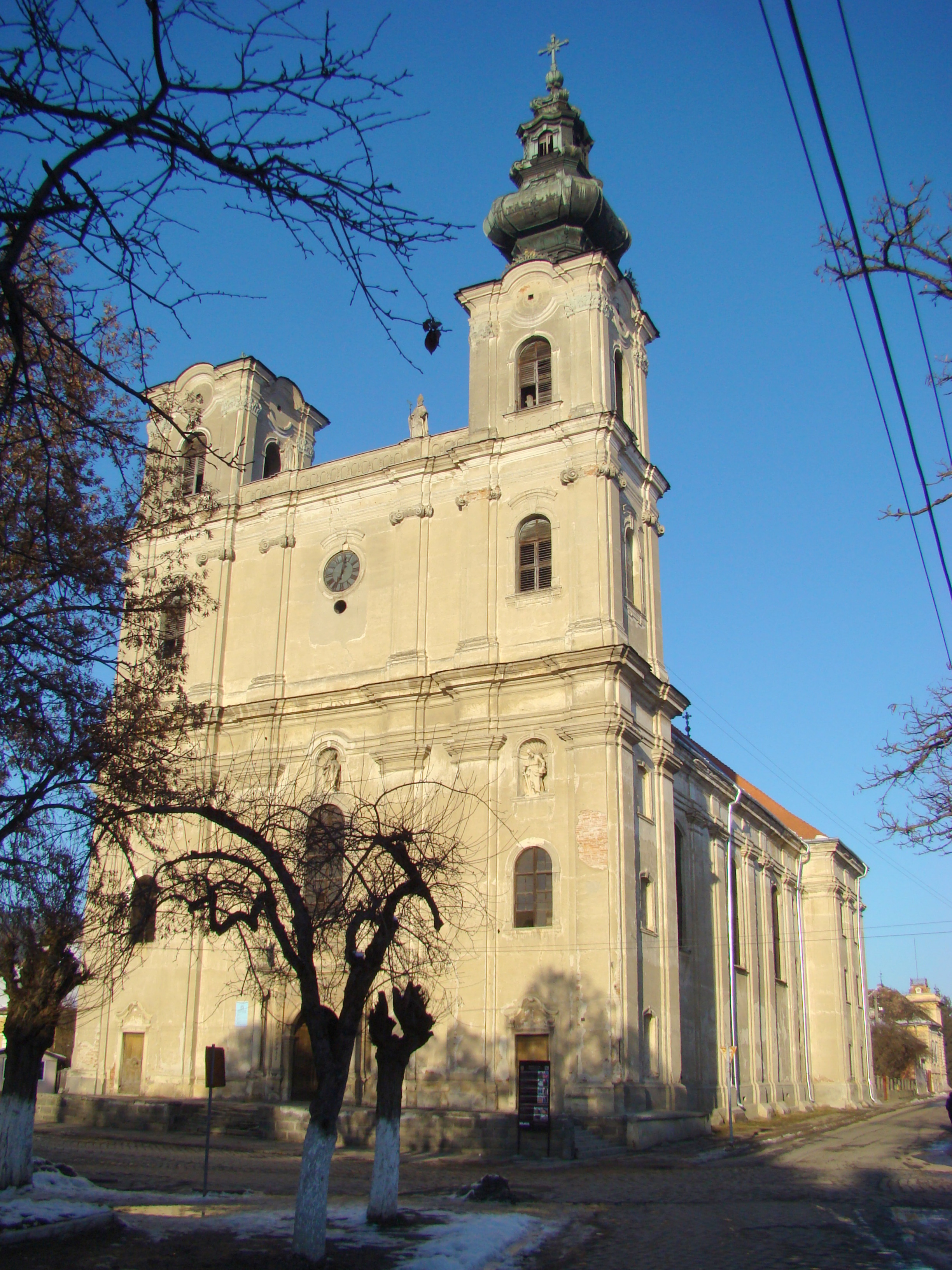
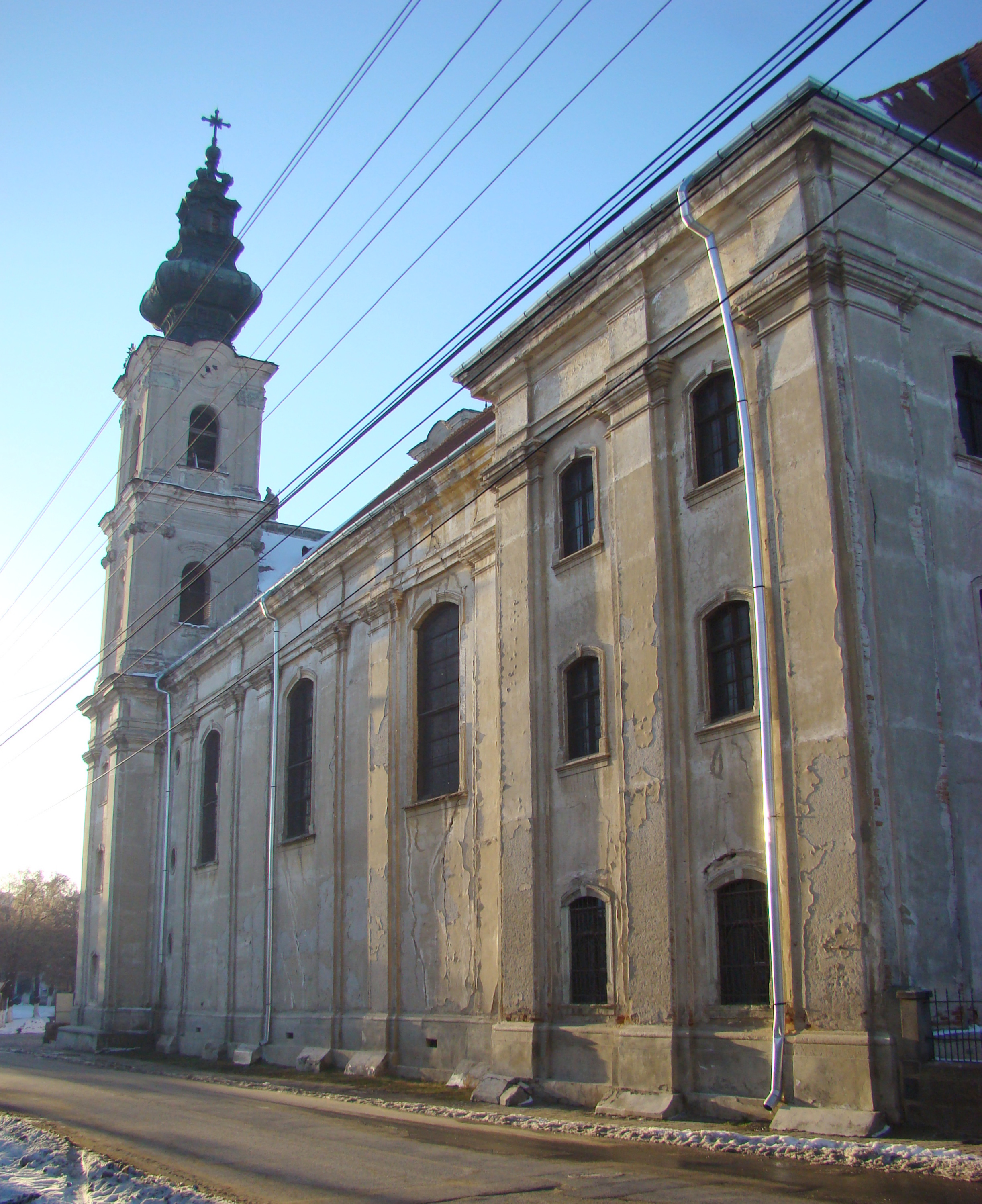

## Imagini din interior

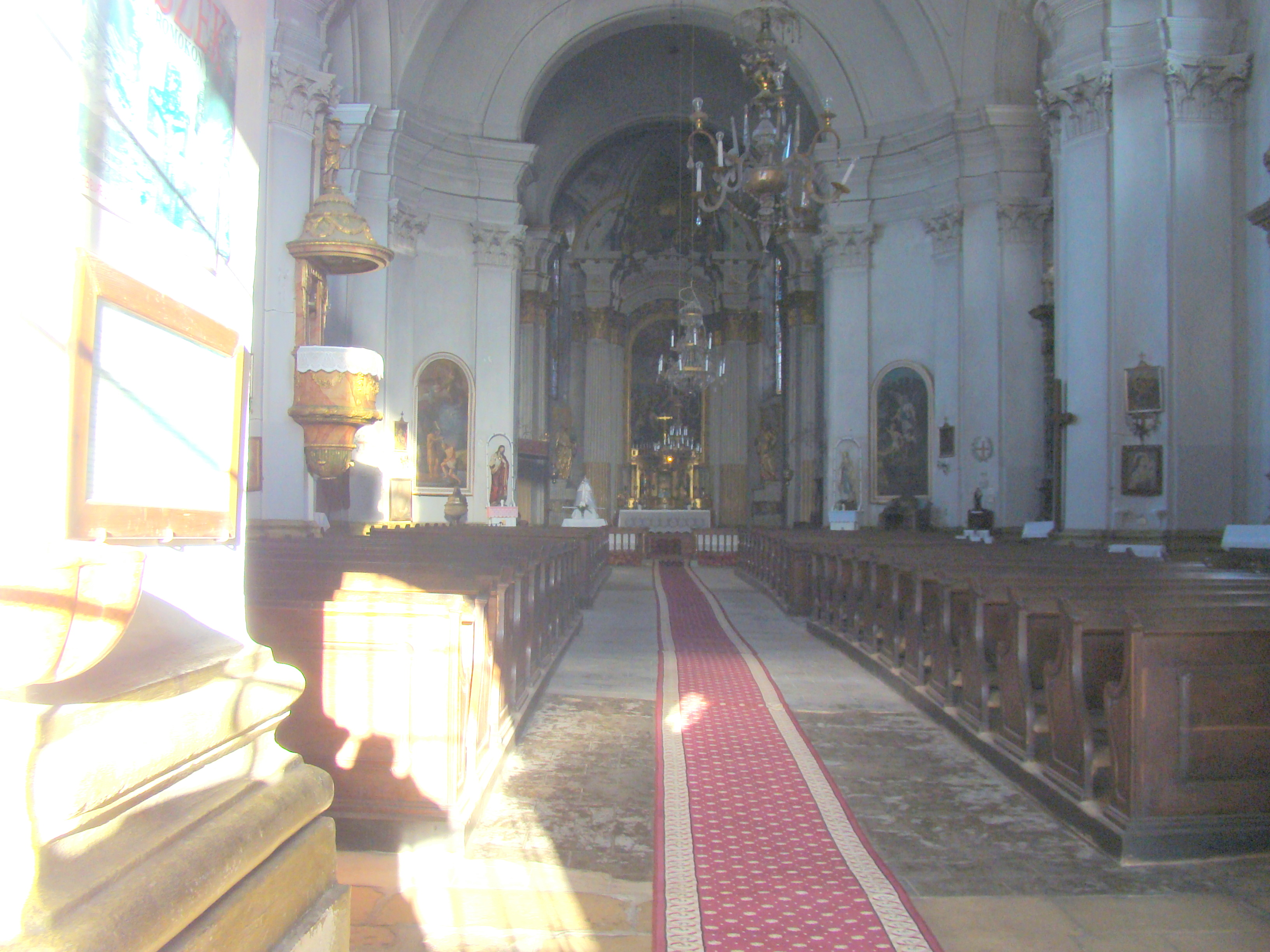
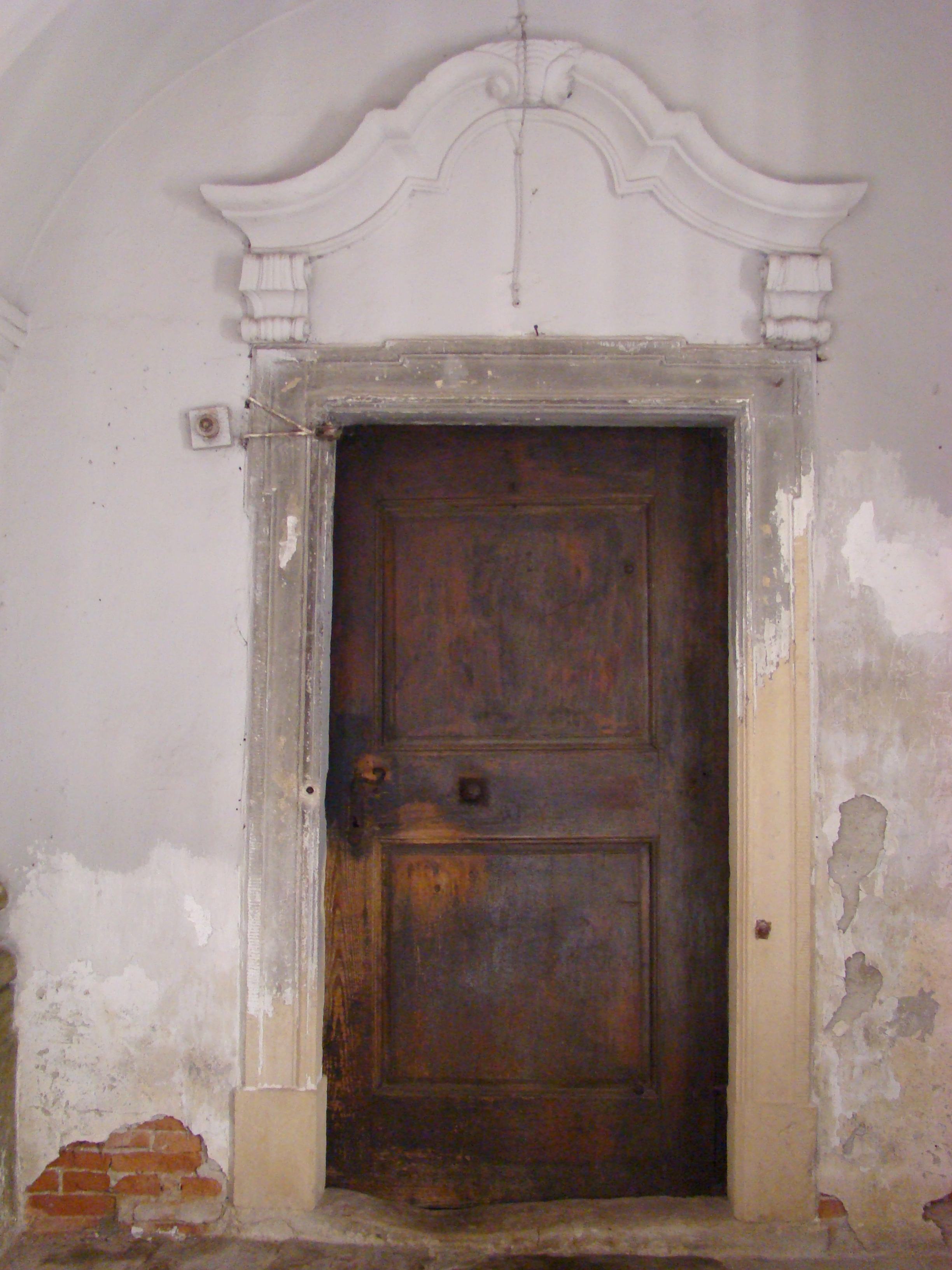
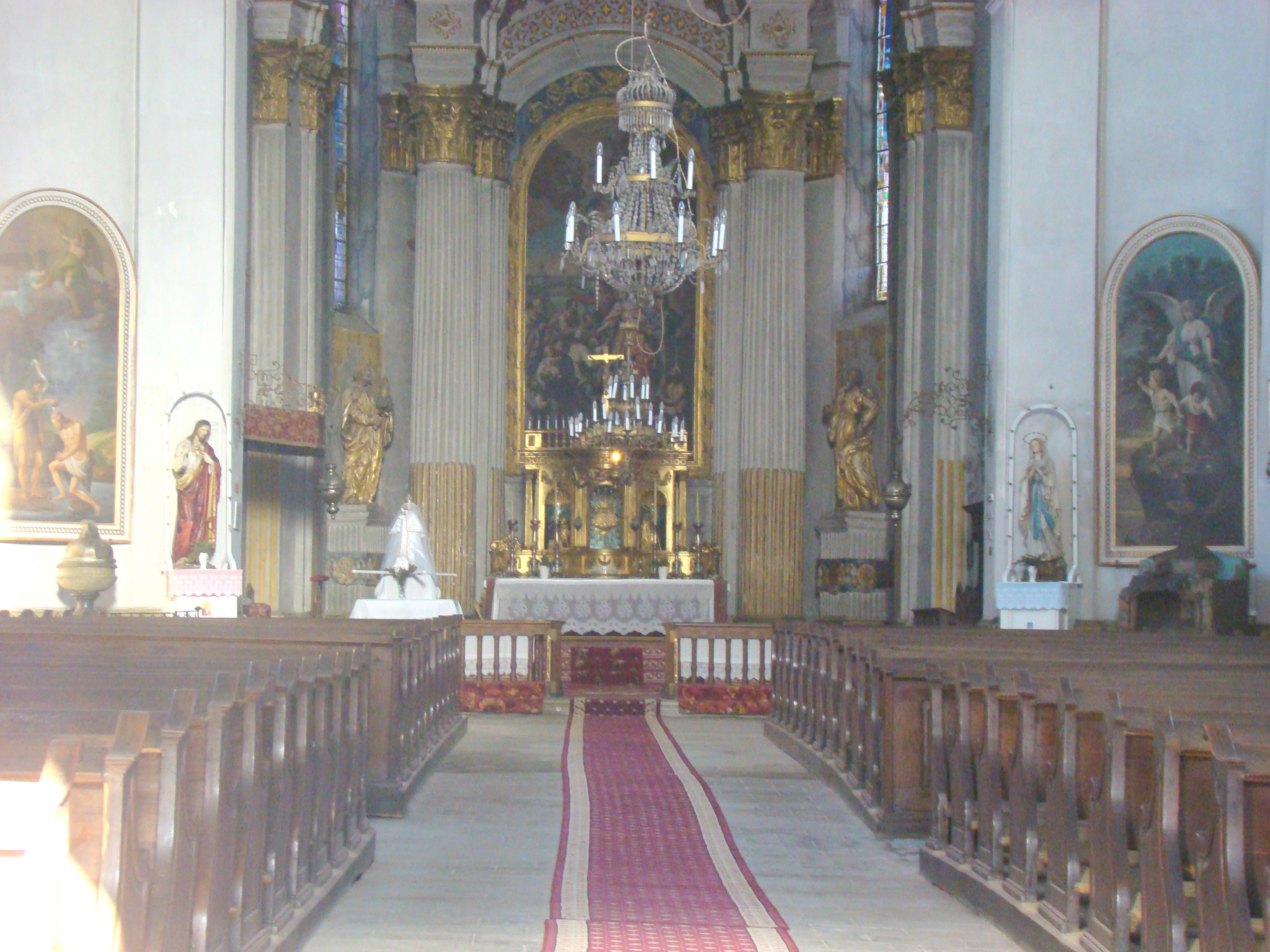
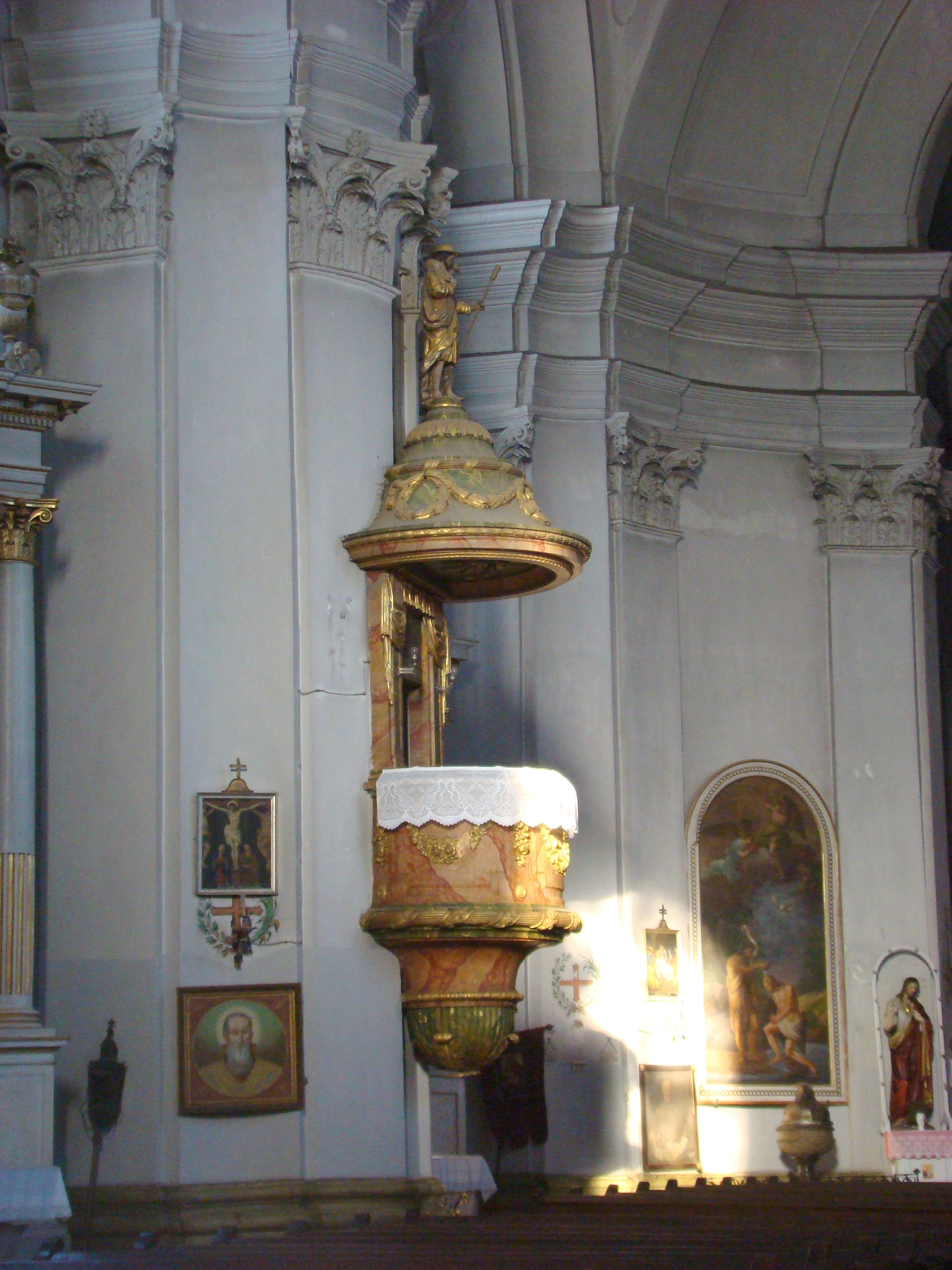
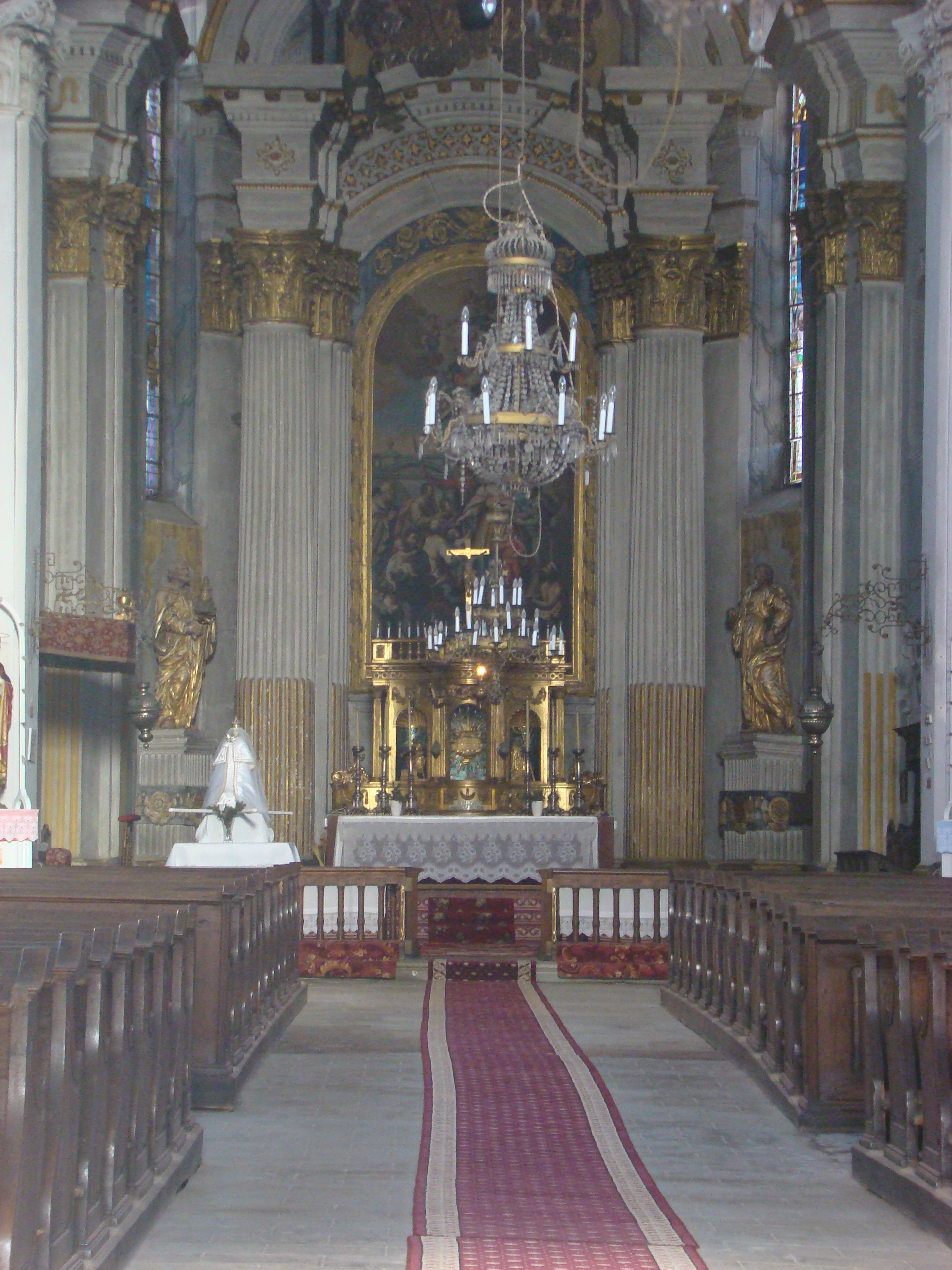
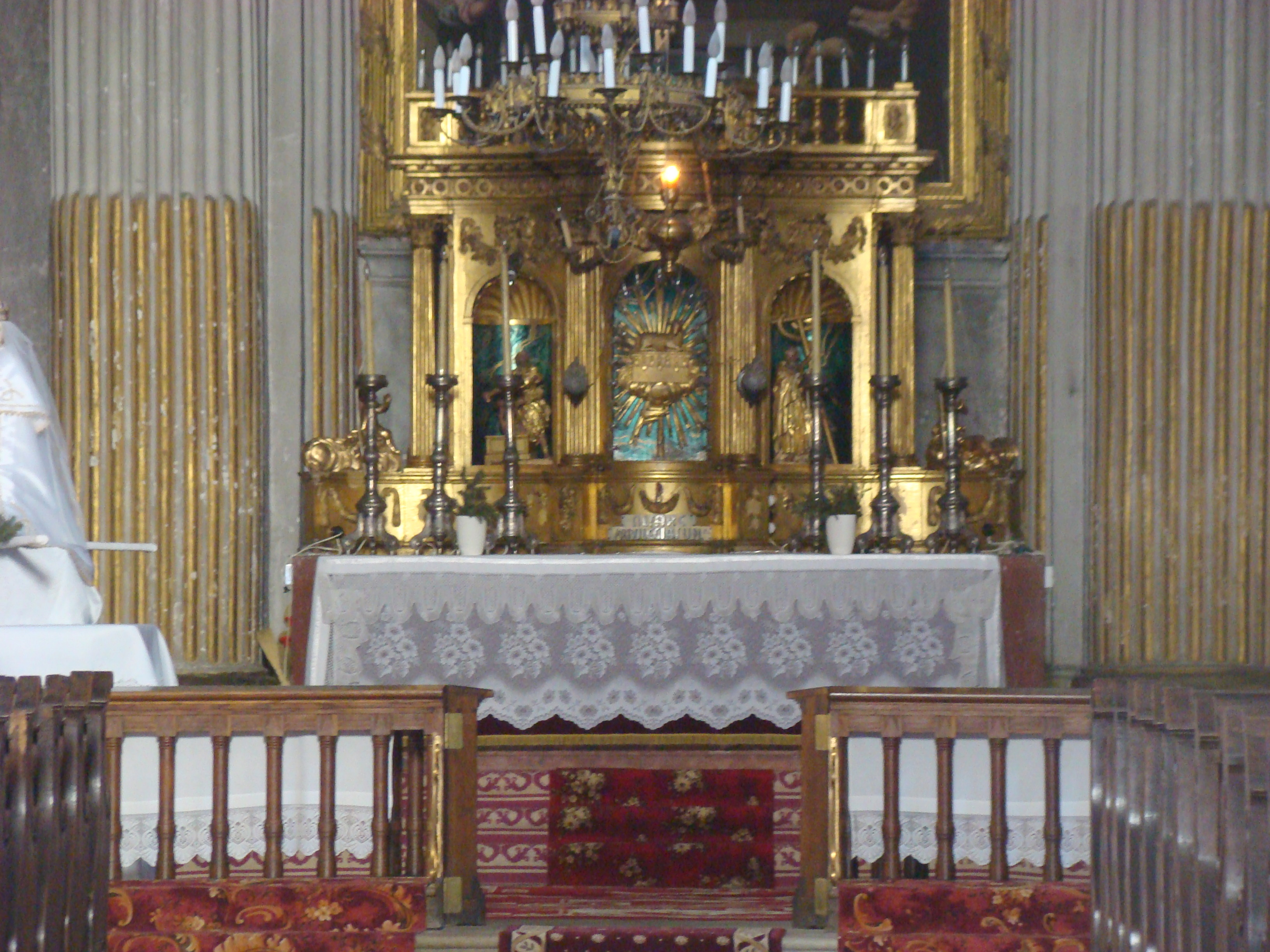

## Vezi și
- Dumbrăveni